# 고질라 22 - 고질라 대 우주 고질라
《고질라 22 - 고질라 대 스페이스고질라》(Godzilla Vs. Space Godzilla)는 일본에서 제작된 야마시타 켄쇼 감독의 1995년 영화이다. 하시즈메 준 등이 주연으로 출연하였고 토미야마 쇼고 등이 제작에 참여하였다.

## 출연

### 주연
- 하시즈메 준
- 오다카 메구미
- 요네야마 젠키치

### 조연
- 에모토 아키라
- 이마무라 케이코
- 오오사와 사야카
- 사하라 켄지
- 나카오 아키라
- 우에다 코이치
- 사츠마 켄파치로
- 사이토 요스케